# Bang Record
Bang Record é uma gravadora italiana independente, especializada em música dance e eletrônica e fundada em 2006, por Rossano Prini, Alessandro Vialle e Roberto Gallo Salsotto.

## História
Em 2006, Rossano "DJ Ross" Prini deixou a Time Records (Italy) para fundar sua própria gravadora. Ele, juntamente com os DJs e produtores Alessandro Vialle e Roberto Gallo Salsotto, edificou a gravadora Bang Record.
Em 2007, Prini, Vialle e Salsotto formaram a banda Very Nice People, que ainda tinha o DJ Tristano De Bonis - o Magic Box - como um dos integrantes. No mesmo ano, o grupo musical, que fora idealizada pelos fundadores da gravadora Bang, produziu e lançou apenas a canção I'll Make You High, e, pouco depois, cessou as atividades.
Em 2008, a Bang Record produziu e lançou outros cinco projetos musicais: Loco Tribal, da banda Loco Tribal; Sweet Little Thing, de Alessandro Vialle, com participação de Vannya Diva; Vamos A La Playa, de Leon Klein DJ; Star In The Sky, de Cristian Marchi com Marchi's Flow e Vincent; Feel The Love, Marchi's Flow vs. Love com Miss Tia; e Hard To Love, de Atrax com Andy.
Em 2011, DJ Ross lançou sua nova produção musical: U Got The Love, com participação da cantora Sushy. A canção ganhou uma versão oficial de videoclipe, dirigida por Graham Baclagon, produzida por Alex Bailey e filmada em Chicago e Las Vegas, nos Estados Unidos.